# 科米蘇維埃社會主義自治共和國
科米蘇維埃社會主義自治共和國（俄语：Коми Автономная Советская Социалистическая Республика）是蘇聯的一個自治共和國，設立於1936年。前身是設立於1922年的科米自治州。蘇聯解體之後，成為俄羅斯聯邦的科米共和國。